# Porten kallas trång
Porten kallas trång är en roman från 1952 av Jan Fridegård.

## Handling
Denna bok berättar ungefär samma historia som Fridegårds tidigare roman Torntuppen, fast sett ur de efterlevandes synvinkel. Handlingen inleds, precis som i Torntuppen, med att torparen Johan just har avlidit. Hans hustru Lovisa upptäcker förfärat vad som har hänt och slår larm. Grannarna hjälper henne. Johan begravs efter några dagar och torpet och dess inventarier säljs på auktion. En av spekulanterna, som egentligen inte har råd att köpa torpet, upptäcker i torpet gömda pengar i en gammal Bibel, pengar som ingen vet om. Han stjäl pengarna i smyg och ropar in torpet. Änkan Lovisa flyttar till fattighuset och han som ropat in huset flyttar in med hustru och fyra barn. Hustrun vet vad som har hänt, och de två får dåligt samvete och är rädda att bli avslöjade. 
Det äldsta barnet hör vad de pratar om och berättar det senare för sin bästa kompis i skolan. Sedan dröjer det bara några dagar innan ryktet är ute i hela byn. När Lovisa nås av ryktet går hon och konfronterar dem som flyttat in i torpet. Efter en stund erkänner de och Lovisa säger att hon ska gå till länsman nästa dag. Men Lovisa, som dagligen "pratar" med sin döde Johan, ångrar sig för att Johan tycker så. Lovisa har ju bara en kort tid kvar att leva, så varför ska hon ställa till olycka för en hel familj med fyra oskyldiga barn. Torpets nya familj andas ut. Men ryktet fortsätter gå i byn. Ett halvår efter Johan dör Lovisa och begravs. Sedan försöker någon annan som bor nära byn och som vet vad som hände utnyttja situationen för egen vinning...

## Filmatisering
Boken har 1996 filmatiserats som en miniserie för Sveriges Television, Torntuppen, med Ingvar Hirdwall i rollen som Johan From. Denna filmatisering hämtade material även från Fridegårds roman Torntuppen (1941).